# Penélope Cruz
Penélope Cruz (rojena kot Penélope Cruz Sánchez), španska filmska in televizijska igralka ter modna oblikovalka, * 28. april 1974, Alcobendas, Madrid, Španija.
Penélope Cruz je pogodbo s svojim agentom podpisala pri petnajstih, pri šestnajstih se je prvič pojavila na televiziji in leto dni kasneje je posnela svoj filmski prvenec, Pršut, pršut (1992), s katerim je pritegnila pozornost kritikov. Nato je ob koncu devetdesetih in v začetku 2000. let zaigrala v filmih Open Your Eyes (1997), Hi-lo ranč (1999), Dekle tvojih sanj (2000) in Woman on Top (2000). Kasneje je zaslovela z vlogami v filmih Vanilla Sky in Snif. Oba filma sta izšla leta 2001 in uživala v velikem komercialnem uspehu.
V 2000. letih je zaigrala v mnogih filmih različnih zvrsti, med drugim tudi v komediji Waking Up in Reno (2002), trilerju Gothika (2003), božičnem filmu Noel (2004), akcijski avanturi Sahara (2005), animiranem filmu G-Force (2009) in glasbeni drami Devet (2010). Njena zaenkrat najuspešnejša filma sta Vrni se (2006), za katerega je bila nominirana za zlati globus in oskarja, ter Ljubezen v Barceloni, za katerega je prejela oskarja. Je prva španska igralka, ki je prejela oskarja in prva španska igralka, ki je prejela zvezdo na Hollywood Walk of Fame.
Penélope Cruz je promovirala podjetja, kot so Mango, Ralph Lauren in L'Oréal. S svojo mlajšo sestro Mónico je oblikovala nekaj oblačil za podjetje Mango. Večkrat je sodelovala tudi pri dobrodelnih prireditvah. Prostovoljno je odšla v Ugando in Indijo, kjer je en teden delala z mater Terezo; svoj dobiček od filma Hi-lo ranč je donirala raznim dobrodelnim organizacijam.

## Zgodnje življenje
»Bila sem zelo resen otrok. […] Ko sem bila v srednji šoli, sem se učila ponoči, saj sem hodila k baletu in na avdicije. Iskala sem agenta in trikrat so me povsod zavrnili, saj sem bila pravzaprav majhna deklica, a še naprej sem vztrajala.«

Penélope Cruz o svojem začetku kariere v otroštvu
Penélope Cruz Sánchez se je rodila v Alcobendasu, Madrid, Španija kot hči Encarne Sánchez, frizerke in osebne menedžerke, ter Eduarda Cruza, avtomehanika in trgovca na drobno. Vzgojili so jo kot katoličanko. V otroštvu je živela v Alcobendasu, mestu srednjega razreda, a je »veliko časa« preživela v stanovanju svoje babice. Je najstarejša od treh otrok; ima mlajšega brata Eduarda, pevca, ter mlajšo sestro Mónico, ki je tako kot ona igralka. Penélope Cruz je dejala, da je bilo njeno otroštvo srečno in Charlie Rose iz oddaje 60 Minutes je njeno otroštvo opisal kot »preprosto življenje«. Penélope Cruz je dejala, da se spominja, kako se je pri štirih letih »igrala s prijatelji in se zavedala, da sem ob igranju igrala - izmislila sem si lik in ga igrala.«
Na začetku Penélope Cruz ni nameravala postati igralka, temveč se je osredotočila na ples: devet let se je učila klasičnega baleta pri španskem narodnem konservatoriju. Nato je tri leta trenirala balet, štiri leta pa se je učila na newyorški šoli Cristine Rote. Dejala je: »Moji nohti na nogah so zaradi plesa odmrli, tako da sem si včasih odstranila cel noht in tega sploh nisem čutila,« kakorkoli že, z baletom si je privzgojila občutek za disciplino, ki je pri igranju zelo pomemben. Pri desetih ali enajstih se je pričela zanimati za filme. Filme je gledala tako, da si jih je ogledala preko naprave, imenovane Betamax. Slednjo ji je kupil oče in Penélope Cruz se spominja, da je bila ena izmed redkih ljudi v svoji soseski, ki je imela takrat v lasti takšno napravo.
V najstniških letih se je Penélope Cruz seznanila s filmi ob gledanju filma Tie Me Up! Tie Me Down! španskega režiserja Pedra Almodóvarja, s katerim je kasneje tudi večkrat sodelovala. Kmalu zatem si je najela agenta in pričela hoditi na avdicije, a večkrat so vloge, ki jih je dobila, zavrnili, saj je njen agent menil, da je zanje premlada. Leta 1989 je pri petnajstih letih premagala 300 deklet pri avdiciji neke agencije. O avdiciji je njena agentka, Katrina Bayonas, leta 1999 povedala: »[Na avdiciji] je bila čarobna. Ta otrok je imel nekaj, kar je na nas naredilo velik vtis. […] Bila je zelena, a imela je veliko osebnost. Nekaj je prihajalo iz njene notranjosti.«

## Kariera

### 1989–1997: Zgodnja dela
»V Los Angeles sem prišla leta 1994. Nisem govorila angleško. Povedati sem znala samo dva stavka: 'Kako si?' in 'Rada bi delala z Johnnyjem Deppom.'«

Penélope Cruz o svojem začetku kariere v Los Angelesu
Leta 1989 se je petnajstletna Penélope Cruz pojavila v videospotu za pesem španske pop glasbene skupine Mecano, »La Fuerza del Destino«. Med letoma 1990 in 1997 je vodila špansko Telecincovo pogovorno oddajo La Quinta Marcha, oddajo, ki so jo vodili najstniki in tako pritegnili najstniško občinstvo. Nato je leta 1991 zaigrala v epizodi z naslovom »Elle et lui« francoske erotične televizijske serije Série rose, kjer se je pojavila popolnoma gola. Leta 1992 je Penélope Cruz pri osemnajstih zaigrala v svojem filmskem prvencu, komični drami Pršut, pršut. V filmu je zaigrala Silvio, mlado žensko, ki svojega prvega otroka pričakuje z moškim, katerega mati ne odobrava njunega razmerja in najame lik Javierja Bardema, da bi jo zapeljal. Revija People je poročala, da je potem, ko je v filmu posnela prizor, v katerem se je pojavila zgoraj brez, postala »velik seks simbol«. V intervjuju z revijo Los Angeles Daily News leta 1999 je dejala, da je bila vloga »res odlična … a v resnici ni šlo za goloto. […] A rega ne obžalujem, saj sem si to želela narediti in spremenilo mi je življenje.« Charlie Ross iz oddaje 60 Minutes je dejal, da je Penélope Cruz »čez noč postala senzacija, predvsem zaradi prizorov golote in ne toliko zaradi svojega talenta.« Ko jo je vprašal, če jo je skrbelo, kako bodo ljudje nanjo gledali po igranju v tem filmu, je odvrnila: »Vedela sem, da moram posneti nekaj, česar ne bodo pričakovali.«
Film Pršut, pršut je s strani kritikov ob izidu prejemal v glavnem pozitivne ocene: Chris Hicks iz revije Deseret News je, na primer, napisal, da je bila upodobitev Sylvie Penélope Cruz »očarljiva«. Roger Ebert, novinar revije Chicago Sun-Times, je napisal: »Zvezde [filma] nas fizično privlačijo, posebej Penelope Cruz v vlogi Sylvie.« Za svoj nastop v filmu je bila Penélope Cruz nominirana za nagradi Spanish Actors Union Newcomer Award in filmsko nagrado Goya v kategoriji za »najboljšo igralko«. Istega leta je zaigrala v z oskarjem nagrajenem filmu Zlati časi kot Luz. Revija People je napisala, da je njena vloga Luz pokazala, da je Penélope Cruz vsestranska. Med letoma 1993 in 1996 je zaigrala v mnogih španskih in italijanskih filmih. Pri dvajsetih se je preselila v Združene države Amerike in se med snemanjem filmov učila baleta in angleščine. Sama je dejala, da se je angleško naučila govoriti »nekoliko pozno« in da je v prvih nekaj mesecih v Združenih državah angleško znala samo naučen dialog, ki ga je povedala na avdicijah in fraze, kot so »Kako si?« in »Hvala.«
Leta 1997 je Penélope Cruz zaigrala v španski komediji Love Can Seriously Damage Your Health. Upodobila je Diano, oboževalko Beatlov in Johna Lennona; trudi se, da bi ga spoznala, a ji to ne uspe. Leta pozneje po mnogih neuspešnih razmerjih, se po nenavadnem naključju ponovno sreča z enim izmed svojih znancev, s katerim je prekinila stike. Istega leta je zaigrala v dveh filmih Pedra Almodóvarja. V prvem, Live Flesh, je v prvem prizoru zaigrala prostitutko, ki rodi na avtobusu. V drugem, Et hjørne af paradis, pa je zaigrala enega izmed pomembnejših likov, Doño Heleno. Poleg tega je tistega leta zaigrala še v španski znanstveno-fantastični drami Open Your Eyes. Zaigrala je Sofio, dekle najboljšega prijatelja glavnega lika, ki nazadnje začne s kratkim razmerjem z glavnim likom. Film Open Your Eyes je prejel pozitivne ocene s strani kritikov, vendar ni bil komercialno uspešen, saj je v Združenih državah Amerike zaslužil samo 370.000 $. Kevin N. Laforest je leta 2002 za revijo Montreal Film Journal napisal, da je Penélope Cruz v tistem času »za svoje ameriško delo prejemala veliko kritik, a osebno mislim, da je dobra igralka, posebej v tem filmu, saj je očarljiva, ganljiva in vedno ji verjamemo. […] V svojih filmih me zaradi svojega žara spominja na zvezde starih Hitchcockovih filmov.«

### 1998–2000: Zgodnji uspeh
Leta 1998 je Penélope Cruz zaigrala mehiško dekle za tolažbo Billyja Crudupa v vesternu Stephena Frearsa Hi-lo ranč. Sama je dejala, da je v času snemanja filma težko razumela angleško-govoreče ljudi. Film je bil kritično in komercialno neuspešen. Kevin Lally iz revije Film Journal International je v svoji oceni filma napisal, da je, »ironično, španska igralka Penelope Cruz […] veliko bolj privlačna kot Josepha [kot v svojih prejšnjih vlogah].« Za svoj nastop je bila nominirana za nagrado ALMA Award v kategoriji za »najboljšo igralko«. Istega leta je zaigrala v filmih Don Juan in Dekle tvojih sanj.
V filmu Dekle tvojih sanj je Penélope Cruz zaigrala Macareno Granado, pevko, ki je v neresnem razmerju z Blasem, likom Antonia Resinesa. Kot del filmske skupine se iz Španije preselita v Berlin, Nemčija, kjer se začenja čas nacizma. Filmski kritiki so nastop Penélope Cruz v filmu v glavnem hvalili: Jonathan Holloland iz revije Variety je, na primer, napisal, da »s tem nastopom Cruzova potrdi, da je bolj igralka kot samo še en lep obrazek.« Novinar revije Film4 je napisal, da »Cruzova sama sicer neizogibno osredotočena na filmu« in da »izgleda enkratno.« Vlogo Macerne so označili za »zaenkrat največjo vlogo« Penélope Cruz. Njen nastop je bil nagrajen z nagradami Goya in Spanish Actors Union Award ter bila nominirana za nagrado European Film Award. Leta 1999 je ponovno sodelovala z Pedrom Almodóvarjem pri snemanju filma Vse o moji materi, kjer je zaigrala sestro Marío Roso Sanz, nosečo nuno z AIDS-om. Filmu so kritiki dodeljevali v glavnem pozitivne ocene in tudi komercialno je bil s 67 milijoni zasluženih $ zelo uspešen, čeprav je po svetu zaslužil več kot v Španiji, državi, kjer je izšel najprej.

»Cruzova je osupljiva v svoji vlogi - nedolžna in ranljiva, a kljub temu zrela, mila in močna, vse skupaj pa se prepleta z nam ne povsem znanimi čustvi.«

Annlee Ellingson iz revije Box Office o nastopu Penélope Cruz v filmu Woman on Top
Leta 2000 je Penélope Cruz zaigrala glavno žensko vlogo v filmu Woman on Top. Njena vloga Isabelle, svetovno znane kuharice, ki po rojstvu svojega prvega otroka večkrat zboli, je bila njena prva ameriška vloga. Lisa Nesselson iz revije Variety je med ocenjevanjem tega filma pohvalila tako njen nastop kot nastop njenega soigralca, Harolda Perrineauja, saj naj bi »kar vzkipela z ekrana«, dejala pa je tudi, da je njen naglas naravnost očarljiv. Filmska kritičarka z BBC-ja, Jane Crowther, je dejala, da je »Cruzova čudovita kot nedolžna priseljenka«. Istega leta je zaigrala Alejandro Villarreal, simpatijo Matta Damona v vesternu Billyja Boba Thorntona, Vsi prelepi konji, posnetem po istoimenskem romanu. Susan Stark iz revije Detroit News je dejala, da je Billy Bob Thornton uspel posneti film z »zaenkrat najboljšimi nastopi v pomembnejšem filmu« Matta Damona, Penélope Cruz in Henryja Thomasa. Kakorkoli že, Bob Longigo iz revije Atlanta Journal Constitution ni bil tako navdušen nad nastopom Matta Damona in Penélope Cruz, saj mu ni bila všeč njuna kemija.

### 2001–2005: Preboj
Leta 2001 je Penélope Cruz posnela dva komercialno izredno uspešna filma: Vanilla Sky in Snif. V prvem, Vanilla Sky, interpretaciji filma Open Your Eyes Camerona Crowea, je zaigrala Sofio Serrano, simpatijo lika Toma Cruisea. Filmu so kritiki dodelili mešane ocene, a je po svetu vsega skupaj zaslužil 200 milijonov $. Njenemu nastopu so filmski kritiki dodeljevali v glavnem pozitivne ocene; novinar kanala BBC, Brandon Graydon, je, na primer, dejal, da je Penélope Cruz »očarljiva predvsem zaradi svoje karizme,« Ethan Alter iz revije Film Journal International pa je dejal, da sta Penélope Cruz in Tom Cruise »ustvarila nekaj prave kemije«. Drugi film, Snif, pa je bil filmska upodobitev knjige Brucea Porterja, Blow: How a Small Town Boy Made $100 million with the Medellin Cocaine Cartel and Lost It All. Imela je stransko vlogo Mirthe Jung, žene lika Johnnyja Deppa. Kritiki so filmu dodelili mešane ocene, a je po svetu zaslužil več kot 80 milijonov $. Nina Willdorf iz revije Boston Phoenix je Penélope Cruz opisala kot »multitalentirano,« Mark Salvo iz revije Austin Chronicle pa je napisal: »Morda sem eden izmed zadnjih moških, ki se še ni pridružil klubu Cruzova je zakon, a njen nastop v tem filmu je zanič.«
Istega leta je zaigrala v filmu Don't Tempt Me, kjer je zaigrala Carmen Ramos. Filmu so kritiki dodelili negativne ocene. Jeff Vice iz revije Deseret News je napisal: »Na žalost je bila upodobitev Penélope Cruz kot težke ženske zelo napačna,« Michael Miller iz revije Village Voice pa je dejal: »Kot hudičeva pomočnica Carmen je Penélope Cruz še slabša kot dekle s kokainske scene iz filma Snif.« Njen zadnji film, posnet leta 2001, je bil film Corellijeva mandolina, filmska upodobitev istoimenskega romana. V filmu je zaigrala Pelagio, žensko, ki se v času, ko je njen zaročenec v bitki v 2. svetovni vojni, zaljubi v drugega moškega. Filmu Corellijeva mandolina kritiki niso dodelili pozitivnih ocen, vendar je po svetu zaslužil več kot 62 milijonov $. Na podelitvi zlatih malin leta 2001 je bila nominirana za nagrado v kategoriji za »najboljšo igralko« za svoje nastope v filmih Snif, Vanilla Sky in Corellijeva mandolina. Nagrado je nazadnje prejela Mariah Carey za svoj nastop v filmu Glitter. Leta 2002 je imela stransko vlogo v filmu Waking Up in Reno. Film je s strani kritikov prejel v glavnem negativne ocene, pa tudi komercialno je bil izredno neuspešen in zaslužil je le 267.000 $. Naslednjega leta je imela manjšo vlogo v grozljivem filmu Gothika, kjer je zaigrala Chloe Savo, pacientko v bolnišnici za mentalne bolnike. David Rooney iz revije Variety je napisal, da je Penélope Cruz filmu »dodala čudovit del norosti z likom Chole.« Leta 2003 je zaigrala v filmu Fanfan la Tulipe, ki pa mu kritiki niso dodelili pozitivnih ocen. Peter Bradshaw iz revije The Guardian je napisal, da si Penélope Cruz »zasluži posebno zlato malino za svoj nastop v filmu.«
Leta 2004 je Penélope Cruz zaigrala Nino, dekle lika Paula Walkerja v filmu Noel in Mio v romantični drami Head in the Clouds, ki se dogaja v tridesetih letih prejšnjega stoletja. Film Head in the Clouds je s strani kritikov prejel veliko negativnih ocen. O njenem nastopu v filmu Head in the Clouds je Bruce Birkland iz revije Jam! Canoe povedal: »Zgodba se zdi prisiljena in nastopi preveč drzni, z izjemo Penélope Cruz, ki je nekako drugačna od ostale igralske zasedbe.« Desson Thompson iz revije Washington Post je bil strožji; njen lik je opisal kot »dolgočasnega«, o njenem nastopu pa je dejal: »Penélope Cruz (ki zagotovo ni največja igralka na svetu) nikoli ne more nastopiti tako, da ne bi izgledala prisiljeno.« Zaigrala je tudi v filmu Sergia Castellitta, Ne premakni se. Penélope Cruz, ki se je morala za vlogo učiti italijanščine, saj se je zgodba dogajala v Italiji, je bila za svoj nastop v filmu večkrat pohvaljena in prejela je celo nagrado Davida di Donatella. Eric Harrison iz revije Houston Chronicle je dejal, da Penélope Cruz s svojim videzom »dokaže, česa vse je sposobna,« Patrick Peters iz revije Empire pa je napisal, da režiser filma, ki se tudi pojavi v filmu, Penélope Cruz pripravi do tega, da »ustvari čustven nastop.« Leta 2004 je prejela tudi nagrado European Film Award v kategoriji za »najboljšo igralko«.
Leta 2005 je zaigrala dr. Evo Rojas v akcijski avanturi Sahara. Za stransko vlogo v filmu so ji plačali 1,6 milijonov $. Film je zaslužil 11 milijonov $, a to ni pokrilo stroškov snemanja, ki so znašali 160 milijonov $. Revija Moviefone je film označila za »eno izmed največjih polomij v zgodovini« in leta 2007 je film zasedel štiriindvajseto mesto na lestvici »najdražjih filmov vseh časov«. Lori Hoffman iz revije Atlantic City Weekly je menil, da je Penélope Cruz »kot dr. Eva Rojas pokazala spodobne igralske veščine,« James Berardnelli iz revije ReelViews pa je njen nastop opisal kot »črno luknjo«, ki je posledica »pomanjkanja karizme.« Istega leta je zaigrala v filmu Kromofobija, ki se je premierno predvajal na filmskem festivalu v Cannesu. Mathew Turner iz revije View London je dejal, da je Gloria, lik Penélope Cruz, prostitutka z rakom, »pravzaprav bolj zanimiva kot zgodba sama« Time Evan iz revije Sky Movies pa je napisal: »Zgodba Cruzove in Ifansa - ki vključuje samo nekaj simpatičnih likov - se nikoli ne ujema z glavno zgodbo.«

### 2006 - danes: Svetovna prepoznavnost
Penélope Cruz je leta 2006 zaigrala v komediji Bandidas, kjer je zaigrala Marío Álvarez, revno dekle iz kmetije, ki s svojim precej premožnejšim prijateljem ropa banke. Randy Cordova iz revije Arizona Republic je napisal, da v filmu Penélope Cruz in njena soigralka, Salma Hayek, ustvarita »sanjsko kemijo«, zaradi česar se bo film »fantastično prodajal«. Novinar revije 20minutos.es ju je označil za »glavna stebra« filma. Istega leta je prejela veliko pohval za svojo vlogo Raimunde v španskem filmu Pedra Almodóvarja, Vrni se, kjer so poleg nje igrali še Carmen Maura, Lola Dueñas, Blanca Portillo, Yohana Cobo in Chus Lampreave. Tudi filmu samemu so kritiki dodelili v glavnem pozitivne ocene in večkrat so ga označili za enega izmed najboljših filmov tistega leta. Carina Chocano iz revije The Los Angeles Times je napisala: »Penélope Cruz, ki ji v Hollywoodu redko dovolijo biti kaj več kot samo lepotica, tukaj igra najmočnejši lik.« Jan Stuart iz revije Newsday je napisal, da Penélope Cruz »še nikoli ni bila tako smešna in sijoča.« Todd Gilchrist iz revije IGN je njen nastop pohvalil, saj naj bi bil »nič manj enkraten« in dodal: »Ta vloga je najboljša vloga v njeni karieri in zaradi tega naenkrat skoči v popolno zavezanost.« Leta 2006 je na filmskem festivalu v Cannesu prejela nagrado v kategoriji za »najboljšo igralko« in nagradi Goya, Empire Award in European Film Award, nominirana pa je bila tudi za zlati globus, nagrado BAFTA, nagrado Screen Actors Guild Award in oskarja. Je prva španska igralka, ki je bila nominirana za oskarja v kategoriji za »najboljšo igralko«.
Leta 2007 je Penélope Cruz zaigrala glavno žensko vlogo v filmu Menna Meyjesa, Manolete, filmu o življenjepisu bikoborca Manuela Laureana Rodrígueza Sáncheza (zaigral ga je Adrien Brody), kjer je zaigrala Antoñito »Lupe« Sino. Istega leta je zaigrala tudi dva lika, Anno in Melody, v filmu The Good Night Jakea Paltrowa, v katerem sta poleg nje zaigrala še Martin Freeman, Keith Allen, Danny DeVito in Gwyneth Paltrow, sestra režiserja in scenarista. Filmu so kritiki dodelili v glavnem negativne ocene, pa tudi zaslužil ni veliko. Filmski kritik Maitland McDonagh iz revije TV Guide je napisal, da je Penélope Cruz v filmu »prava strokovnjakinja pri prikazovanju kontrasta med elegantno, skladno in spodobno Anno ter zabavno Melody, ki se dobro znajde na ulici in z [likom Martina Freemana], Garyjem, ravna kot z velikim kretenom, kakršen tudi je.« David Edelstein iz revije New York Magazine je dejal, da je »Penélope Cruz prikazala vse, kot da je resnično iz mesa in krvi in je čudovito vodljiva ter zabavna.«
Leta 2008 je Penélope Cruz zaigrala v filmu Isabel Coixet, Elegy, ki je temeljil na zgodi Philipa Rotha, imenovani The Dying Animal, kjer je zaigrala glavno žensko vlogo, Consuelo Castillo. V filmu so poleg nje zaigrali še Ben Kingsley, Dennis Hopper, Patricia Clarkson, Deborah Harry, Charlie Rose, Sonja Bennett in Peter Sarsgaard. Film je prejel mešane do pozitivne ocene s strani kritikov, večkrat pa so ga omenili kot enega izmed najboljših filmov leta 2008. Ray Bennett iz revije Hollywood Reporter je njen nastop v filmu opisal kot »izstopajoč, kar pa v bednem znanstveno-fantastičnem filmu za moške ni bilo težko doseči,« novinar revije MSNBC, Alonso Duralde, pa je pohvalil njo in njenega soigralca Bena Kingsleyja pohvalil zaradi »zanimivih nastopov« v filmu. Za svojo vlogo v filmu je prejela nagrado Los Angeles Film Critics Association Award v kategoriji za »najboljšo stransko igralko« in nagrado mednarodnega filmskega festivala v Santa Barbari v kategoriji za »izstopajoči nastop« ter bila nominirana za nagrado Satellite Award v kategoriji za »najboljšo igralko v stranski vlogi«.
Kasneje tistega leta je Penélope Cruz zaigrala v filmu Woodyja Allena, Ljubezen v Barceloni, kjer je zaigrala ob Scarlett Johansson in Javierju Bardemu, s katerim je sodelovala že pri snemanju svojega filmskega prvenca, Pršut, pršut. V filmu je zaigrala Marío Eleno, psihično nestabilno žensko. Za svoj nastop v filmu so jo kritiki večkrat pohvalili. Peter Bradshaw iz revije The Guardian je, na primer, napisal: »Penélope Cruz izgleda kot ena izmed najspretnejših igralcev v filmu; vse, kar naredi ali reče, pomeni nekaj več, šteje več. To ni nekaj, kar bi izzvalo veliko smeha, morda sploh nič, a to zagotovo deluje.« Kirk Honeycutt iz revije Hollywood Reporter je napisal, da film »pripada« njej in njenemu soigralcu Javierju Bardemu. Todd McCarthy iz revije Variety je menil, da je nastop Penélope Cruz »eksploziven,« predvsem zaradi njene dvojezičnosti. Novinar revije 20minutos.es je napisal, da je film zaradi nje »takoj zrasel v očeh gledalcev.« Penélope Cruz je za svoj nastop v kategoriji prejela nagrado ALMA Award v kategoriji za »najboljšo filmsko igralko«, filmsko nagrado Goya v kategoriji za »najboljšo stransko igralko«, nagrado Independent Spirit Award v kategoriji za »najboljšo stransko žensko igralko« nagrado BAFTA v kategoriji za »najboljšo igralko v stranski vlogi« in oskarja v kategoriji za »najboljšo stransko igralko«. Nominirana je bila tudi za zlati globus v kategoriji za »najboljši nastop igralke v stranski vlogi v filmu« ter za nagrado Screen Actors Guild Award v kategoriji za »izstopajoči nastop ženske igralke v stranski vlogi«. Penélope Cruz je prva španska igralka, ki je prejela oskarja v tej kategoriji in šesta oseba z latinskimi koreninami, ki je sploh prejela oskarja.
Naslednji film Penélope Cruz je bil film za otroke, imenovan G-Force, ki je izšel julija 2009. V filmu je glas posodila vohunskemu morskemu prašičku po imenu Juarez. Film G-Force je užival v velikem komercialnem uspehu in je zaslužil več kot 290 milijonov $. Istega leta je zaigrala glavno junakinjo, Leno, ljubimko nekega poročenega pomembneža in asistentko, ki si želi postati igralka, v filmu Zlomljeni objemi. Moira Macdonald iz revije Seattle Times je napisala: »Cruzova je tako ljubka, da se zdi skoraj neresnična, zaradi česar je Lena ranljiva in trdna hkrati. Zdi se mi, da se iz Leninega življenja v filmu ne da pobegniti, saj se moški in kamere zlijejo v en bleščeč nasmeh in tega se ne more braniti.« Claudia Puig iz revije USA Today je napisala, da je bila njena upodobitev Lene »enkratna«. Stephanie Zacharek s spletne strani Salon.com je v svoji oceni filma dejala, da se Penélope Cruz »v filmu Zlomljeni objemi ne zanaša na svojo lepoto in zaradi tega je tako težko verjeti v to, da je dejansko iz mesa in krvi.« Penélope Cruz je bila ponovno nominirana za nagradi Satellite Awards in European Film Awards za svoj nastop v filmu Zlomljeni objemi. Istega leta je zaigrala v kratkem španskem filmu La concejala antropófaga, ki ga je režiral režiser filma Zlomljeni objemi, Pedro Almodóvar. V filmu sta poleg nje zaigrali še španski igralki Carmen Machi in Marta Aledo, soigralkama iz filma Zlomljeni objemi.
Njeni zadnji film iz leta 2009 je bila filmska različica muzikala Devet, kjer je zaigrala Carlo Albanese, ljubimko glavnega lika. Revija Variety je poročala, da je Penélope Cruz na začetku odšla na avdicijo za neko drugo vlogo vlogo Claudie, ki jo je nazadnje dobila Nicole Kidman. Penélope Cruz se je tri mesece učila plesnih točk za filme. Film je prejel negativne ocene s strani kritikov in tudi finančno je bil izredno neuspešen. Claudia Puig iz revije USA Today je komentirala, da je Penélope Cruz »zelo dobra pri izvajanju pevskih in plesnih točk,« njeno igranje pa naj bi bilo »čudno karikirano.« Chris Tookey iz revije Daily Mail je napisal nekaj podobnega: »Vem, da bila je Penelope Cruz nominirana za zlati globus za svoje plehko igranje, a je vseeno napeto, podobno kot pri nastopu Bruna Toniolija v filmu Strictly Come Dancing.« F. Bernal s spletne strani Que.es je napisal: »Če vpoštevamo celotno glasbeno zasedbo, ugotovimo, da je Penelope za ta film pravi božji dar.« Za svojo upodobitev Carle v filmu si je prislužila nominacije za oskarja, zlati globus in nagrado Screen Actors Guild Award v kategoriji za »najboljšo stransko igralko.«
Leta 2010 se je Penélope Cruz za kratek čas pojavila v filmu Seks v mestu 2, nadaljevanju filma Seks v mestu (2008). Leta 2011 je Penélope Cruz zaigrala v svojem zaenkrat najuspešnejšem hollywoodskem filmu, četrtem delu filmske serije Pirati s Karibov. V filmu je imela vlogo Angelice, Črnobradčeve hčere in bivše simpatije kapitana Jacka Sparrowa. Ta film je režiral Rob Marshall, ki je režiral že njen film Devet. V filmu je ponovno sodelovala tudi s svojim soigralcem iz filma Snif, Johnnyjem Deppom. Za svoj nastop v filmu je bila nominirana za nagrado ALMA Award v kategoriji za »najljubšo filmsko igralko - Drama/avantura« ter za nagrado Teen Choice Award v kategoriji za »izbiro filmske igralke: Znanstvena fantastika ali fantazijski film«. Ob izidu filma 1. aprila 2011 je Penélope Cruz prejela 2.436. zvezdo na Hollywood Walk of Fame pred gledališčem El Capitan. Postala je prva španska igralka, ki je prejela zvezdo na Hollywood Walk of Fame.
Leta 2012 bo Penélope Cruz izdala svoj naslednji film, film Woodyja Allena z naslovom The Bop Decameron, ponovno pa bo sodelovala tudi z italijanskim režiserjem Sergiem Castellittom v njegovem vojnem filmu Venuto al Mondo, kjer bo zaigrala Gemmo, mamo samohranilko, ki svojega najstniškega sina pripelje v Sarajevo, kjer je med balkansko vojno umrl njegov oče. Film temelji na italijanski knjižni uspešnici. Vlogo je Penélope Cruz opisala kot zase precej zahtevno, saj je navajena hollywoodskih in španskih filmov. »Rada bi posnela film, ki ni španski ali angleški. […] Obožujem ta del svoje službe, del, zaradi katerega lahko postanem nekdo z drugo nacionalnostjo.« V intervjuju z italijansko revijo La Repubblica je Penélope Cruz o igranju Gemme dejala: »Kot igralka imam občutek, da bo igranje Gemme ena izmed največjih priložnosti v mojem življenju.« 7. junija 2011 so film Manolete, ki ga je v originalu izdala leta 2007, posnela pa že leta 2005, štiri leta preden je prejela oskarja za svojo vlogo v filmu Ljubezen v Barceloni, pod naslovom A Matador’s Mistress izdali tudi na DVD-ju.

## Javna podoba
»Ko si poznan zaradi svojega videza, je zelo težko pričeti s kariero in nato postati resna igralka. Nihče te ne bo jemal resno, če imaš sloves luštkanega dekleta.«

Penélope Cruz
Leta 2006 je Penélope Cruz postala govornica francoskega lepotnega podjetja, L'Oréal ter pričela promovirati izvedlke L'Oréal Paris, kot so barva za lase Natural Match in maskare L'Oreal. Pojavila se je v televizijskih in časopisnih oglasih za podjetje. Za svoje delo prejme 2 milijona $ letno. Poleg tega je Penélope Cruz promovirala tudi izdelke podjetja Mango in leta 2001 je podpisala pogodbo s podjetjem Ralph Lauren. Skupaj s svojo sestro je leta 2007 oblikovala linijo oblačil za podjetje Mango. Navdihnila sta jo Brigitte Bardot in poletja v St Tropezu. O svojem izdelku je dejala:
To je bilo res dobro sodelovanje, saj je to zares dobro špansko podjetje in imeli smo veliko [kreativne] svobode. S sestro sva sodelovali z veliko odličnimi modnimi oblikovalci in pri tem sva naravnost uživali.
Penélope Cruz je zasedla oseminpetdeseto mesto na Maximovi lestvici »najprivlačnejših 100«, revija Empire pa jo je uvrstila na seznam 100 najprivlačnejših filmskih zvezd na svetu. Spletna stran Askmen.com ji je leta 2008 dodelila šestindvajseto, leta 2009 petindvajseto, leta 2010 pa sedmo mesto na seznamu najbolj poželjivih žensk. Aprila leta 2010 je nadomestila Kate Winslet kot novi obraz in ambasadorka dišave Trésor podjetja Lancôme. Lancôme je Penélope Cruz po Julii Roberts in Kate Winslet izbral za svoj tretji obraz. Kampanijo je posnel Mario Testino jeseni 2010 v pariškem hotelu de Crillon.
Leta 2010 je Penélope Cruz postala častna novinarka revije Vogue, kjer komentira fotomodele za večje številke in provokativne fotografije. Revija Vanity Fair jo je prosila, da bi leta 2010 pozirala za hollywoodsko številko revije. Pedro Almodovar jo je opisal kot svojo muzo. Na naslovnici decembrske številke revije Vogue je pozirala za fotografa Petra Lindbergha; slednji njene nosečnosti na njeno zahtevo ni pokazal. Leta 2011 je revija The Telegraph poročala o slavnih, po katerih plastični kirurgi oblikujejo največ postav »popolnih žensk«; med prvimi tremi so bile Penélope Cruz, Gisele Bundchen in Jennifer Aniston.

## Dobrodelna dela
Penélope Cruz je veliko denarja in svojega časa darovala raznim dobrodelnim organizacijam. Poleg sodelovanja z dobrodelnimi organizacijami za pomoč Nepalu je prostovoljno odpotovala v Ugando in Indijo, kjer je teden dni delala skupaj z mater Terezo in med drugim pomagala pri kliniki za gobavost. O svojem potovanju je kasneje dejala:
Kako je bilo preživeti en teden z materjo Terezo? Bilo je zabavneje kot snemanje najbolj zabavnega filma. Ko si tam, se počutiš koristneje kot kdarkoli. In srečna sem, ker sem imela priložnost spoznati tiste otroke.
Po tem potovanju je ustanovila organizacijo, s katero finančno pomagajo brezdomnim dekletom v Indiji in pričela sponzorirati dve mladi indijski ženski. Zaslužek svojega prvega hollywoodskega filma, The Hi-Lo Country, naj bi donirala eni izmed misij matere Tereze.
V zgodnjih 2000. letih je Penélope Cruz nekaj časa preživela v Nepalu, kjer je fotografirala tibetanske otroke za razstavo fotografij, ki jo je obiskal tudi Dalajlama. Fotografirala je tudi prebivalce deške poboljševalnice Pacific, kjer so nastajeni predvsem bivši člani kriminalnih skupin ali bivši zasvojenci z ilegalnimi drogami. O tej izkušnji je v intervjuju z revijo Marie Claire povedala:
Ti otroci so mi zlomili srce. Sploh nisem mogla zadržati solz. Ne zaradi pomilovanja, temveč zato, ker sem videla, kako hitro te življenje ukane in kako zelo težko je sprejemati prave odločitve.
Noseča Penélope Cruz je izrazila svojo podporo bitki proti AIDS-u ko je na svetovni dan boja proti AIDS-u, 1. decembra 2010, v New York Cityju sodelovala pri prireditvi v Empire State Buildingu, ki jo je podjetje RED organiziralo v sklopu svoje kampanje za ozaveščanje o tej bolezni, imenovane »Generacija brez AIDS-a do leta 2015«. V sklopu te kampanje si ljudje prizadevajo tudi za to, da se ta virus ne bi več prenašal iz nosečih mam na dojenčke.

## Zasebno življenje
Penélope Cruz je dobra prijateljica Pedra Almodovarja, ki ga pozna že skoraj dve desetletji in s katerim je posnela mnogo filmov. Penélope Cruz, ki jo prijatelji kličejo Pe, ima v lasti hišo blizu družinskega doma v Madridu ter hišo v Los Angeles. Čeprav sta njena starša ločena je leta 2008 dejala, da si je blizu z obema in s svojim bratom ter da ima »100 % vez« s svojo sestro. Govori špansko, italijansko, francosko in angleško. Ko je bila mlajša, je bila vegetarijanka in kasneje je spregovorila o bikoborbah. Leta 2008 je tabloide opisala kot »nagnusne« in dejala, da, če spregleda dejstvo, da lažne govorice vplivajo nanjo osebno, »je ta kultura opravljanja vpliva na našo družbo na veliko bolj, kot se zavedamo, predvsem na etični stopnji.« V Madridu ima v lasti lastno trgovino z oblačili, s svojim bratom in sestro pa je sodelovala pri oblikovanju nakita in torbic za neko japonsko podjetje.
Leta 1989 je na snemanju videospota »La Fuerza del Destino« glasbene skupine Mecano petnajstletna Penélope Cruz spoznala glasbenika Nacha Cana. V videospotu je zaigrala njegovo simpatijo. Pesem sama je bila pravzaprav posvečena njegovemu dekletu, s katero je bil skupaj že nekaj let, a, ironično, po snemanju videospota sta Nacho Cano in Penélope Cruz pričela hoditi. Po snemanju filma Vanilla Sky je pričela hoditi s svojim soigralcem iz filma, Tomom Cruiseom. Razmerje se je končalo januarja 2004. Aprila 2003 je vložila tožbo proti avstralski reviji New Idea zaradi obrekovanja v članku o razhodu med njo in Tomom Cruiseom. Njeni odvetniki so trdili, da je »članek vseboval številne lažne in žaljive izjave v povezavi z gdč. Cruz« in da želi »manjšo odškodnino in prepričana je, da bo s tožbo branila svoj ugled.«
Po snemanju filma Sahara je februarja 2005 pričela hoditi z igralcem Matthewom McConaugheyjem. Junija 2006 sta reviji People povedala, da »sva se odločila, da si vzameva odmor od najinega razmerja« in da sta zaradi »natrpanega urnika veliko časa preživela narazen«, zato je bil »razhod najboljše za oba«. Aprila 2007 je Penélope Cruz, takrat samska, španski različici revije Marie Claire povedala, da bi rada posvojila nekaj otrok.
Leta 2007 je Penélope Cruz pričela hoditi s svojim soigralcem Javierjem Bardemom. Zgodaj julija 2010 sta se tudi poročila v privatnem obredu na prijateljevem domu na Bahamih; njun tiskovni predstavnik je dejal, da je med obredom nosila obleko, ki jo je oblikoval Galliano. Potem, ko so se v javnosti pojavile fotografije noseče Penélope Cruz na snemanju filma Pirati s Karibov: Z neznanimi tokovi, je njen tiskovni predstavnik potrdil, da par januarja 2011 pričakuje svojega prvega otroka. Revija Marie Claire je poročala, da je 22. januarja 2011, tri dneve, preden so oznanili, da je Javier Bardem nominiran za oskarja, v bolnišnici Cedars Sinai rodila svojega prvega otroka, sina Lea.

## Filmografija
| Leto | Naslov                                | Vloga                  | Opombe |
| ---- | ------------------------------------- | ---------------------- | --- |
| 1992 | Pršut, pršut                          | Silvia                 | Nominirana - Fotogramas de Plata Award za najboljšo filmsko igralko (tudi za Zlati časi) Nominirana — Nagrada Goya za najboljšo igralko Nominirana — Spanish Actors Union za najboljšo novinko |
| 1992 | Zlati časi                            | Luz                    | Spanish Actors Union Award za najboljšo stransko igralko Nominirana - Fotogramas de Plata Award za najboljšo filmsko igralko (tudi za Pršut, pršut) |
| 1992 | Framed                                | Lola Del Moreno        | Televizijska serija |
| 1993 | For Love, Only for Love               | Mary                   | |
| 1993 | The Greek Labyrinth                   | Elise                  | |
| 1993 | The Rebel                             | Enza                   | La Ribelle |
| 1994 | Alegre ma non troppo                  | Salome                 | Nominirana - Fotogramas de Plata za najboljšo filmsko igralko (tudi za Todo es mentira) |
| 1994 | Todo es mentira                       | Lucia                  | Peñíscola Comedy Film Festival za najboljšo igralko Nominirana - Fotogramas de Plata za najboljšo filmsko igralko (tudi za Alegre ma non troppo) |
| 1995 | Entre rojas                           | Lucia                  | |
| 1995 | El Efecto mariposa                    | Gostja na zabavi       | |
| 1996 | La Celestina                          | Melibea                | |
| 1996 | Brujas                                | Patricia               | |
| 1996 | Más que amor, frenesí                 |                        | |
| 1997 | Love Can Seriously Damage Your Health | Diana                  | |
| 1997 | Open Your Eyes                        | Sofia                  | |
| 1997 | Live Flesh                            | Isabel Plaza Caballero | Nominirana — Spanish Actors Union Award za najboljši nastop v manjši vlogi |
| 1997 | Et horne af paradis                   | Helena                 | |
| 1998 | Dekle tvojih sanj                     | Macarena               | Fotogramas de Plata Award za najboljšo filmsko igralko Nagrada Goya za najboljšo igralko Spanish Actors Union Award za najboljši glavni nastop Nominirana — European Film Award za najboljšo igralko |
| 1998 | Hi-Lo ranč                            | Josepha                | Nominirana — ALMA Award za najboljšo igralko |
| 1998 | Don Juan                              | Mathurine              | |
| 1999 | Vse o moji materi                     | Maria Rosa Sanz        | |
| 1999 | Twice Upon A Yesterday                | Louise                 | |
| 2000 | Vsi prelepi konji                     | Alejandra Villarreal   | Nominirana — Blockbuster Entertainment Award za najljubšo igralko – Drama/Romantika |
| 2000 | Woman on Top                          | Isabella Oliveira      | |
| 2001 | Snif                                  | Mirtha Jung            | Nominirana — MTV Movie Award za najboljši ženski prebojni nastop Nominirana - Zlata malina za najslabšo igralko (tudi za Corellijeva mandolina in Vanilla Sky) |
| 2001 | Don't Tempt Me                        | Carmen Ramos           | |
| 2001 | Corellijeva mandolina                 | Pelagia                | Nominirana — European Film Award za najboljšo igralko po izbiri občinstva Nominirana - Zlata malina za najslabšo igralko (tudi za Snif in Vanilla Sky) |
| 2001 | Vanilla Sky                           | Sofia Serrano          | Nominirana — ALMA Award za najboljšo igralko Nominirana - Zlata malina za najslabšo igralko (tudi za Snif in Corellijeva mandolina) |
| 2002 | Waking Up in Reno                     | Brenda                 | |
| 2003 | Fanfan la Tulipe                      | Adeline la Franchise   | Nominirana — European Film Award za najboljšo igralko po izbiri občinstva |
| 2003 | Gothika                               | Chloe Sava             | |
| 2004 | Head in the Clouds                    | Mia                    | |
| 2004 | Noel                                  | Nina Vasquez           | |
| 2004 | Ne premikaj se                        | Italia                 | Nagrada Davida di Donatella za najboljšo igralko European Film Award za najboljšo igralko po izbiri občinstva Nominirana — European Film Award za najboljšo igralko Nominirana — Nagrada Goya za najboljšo igralko |
| 2005 | Sahara                                | Eva Rojas              | Nominirana - Teen Choice Award za izbiro filmske igralke: Akcijska avantura/Triler Nominirana - Teen Choice Award za izbiro filmskega poljuba (skupaj z Matthewom McConaugheyjem) |
| 2005 | Kromofobija                           | Gloria                 | |
| 2006 | Bandidas                              | Maria Alvarez          | |
| 2006 | Vrni se                               | Raimunda               | Nagrada filmskega festivala v Cannesu za najboljšo igralko (skupaj s Carmen Maura, Lolo Dueñas, Blanco Portillo, Yohano Cobo, Chus Lampreave) Cinema Writers Circle Award za najboljšo igralko Empire Award za najboljšo igralko European Film Award za najboljšo igralko Fotogramas de Plata Award za najboljšo igralko Nagrada Goya za najboljšo igralko Premios ACE Award za najboljšo igralko Spanish Actors Union Award za najboljši glavni nastop Nominirana — Oskar za najboljšo igralko Nominirana — BAFTA Award za najboljšo igralko v glavni vlogi Nominirana — Broadcast Film Critics Association Award za najboljšo igralko Nominirana — Chicago Film Critics Association Award za najboljšo igralko Nominirana — Zlati globus za najboljšo igralko – Filmska drama Nominirana — Image Awards za izstopajočo igralko v filmu Nominirana — Irish Film and Television Award za najboljšo igralko Nominirana — London Film Critics Circle Award za najboljšo igralko Nominirana —NAACP Image Award za izstopajočo igralko v filmu Nominirana — Online Film Critics Society Award za najboljšo igralko Nominirana — Satellite Award za najboljšo igralko - Filmska drama Nominirana — Screen Actors Guild Award za izstopajoči nastop ženske igralke v glavni vlogi Nominirana — Toronto Film Critics Association Award za najboljši ženski nastop |
| 2007 | Manolete                              | Antonita Sino          | |
| 2007 | The Good Night                        | Anna                   | |
| 2008 | Elegy                                 | Consuela Castillo      | Los Angeles Film Critics Association Award za najboljšo stransko igralko (tudi za Ljubezen v Barceloni) Nagrada mednarodnega filmskega festivala v Santa Barbari za izstopajočega nastopajočega (tudi za Ljubezen v Barceloni) Nominirana — Satellite Award za najboljšo stransko igralko - Film |
| 2008 | Ljubezen v Barceloni                  | Maria Elena            | Oskar za najboljšo stransko igralko ALMA Award za najboljšo igralko BAFTA Award za najboljšo igralko v stranski vlogi Boston Society of Film Critics Award za najboljšo stransko igralko Gaudí Award za najboljši nastop igralke v stranski vlogi Nagrada Goya za najboljšo stransko igralko Gotham Award za najboljšo igralsko zasedbo (skupaj s Scarlett Johansson, Rebecco Hall, Javierjem Bardemom) Nagrada Goya za najboljšo stransko igralko Independent Spirit Award za najboljšo stransko žensko Kansas City Film Critics Circle Award za najboljšo stransko igralko Los Angeles Film Critics Association Award za najboljšo stransko igralko (tudi za Elegy) National Board of Review Award za najboljšo stransko igralko New York Film Critics Circle Award za najboljšo stransko igralko Ondas Award za najboljše igranje Nagrada mednarodnega filmskega festivala v Santa Barbari za izstopajočega nastopajočega (tudi za Elegy) Southeastern Film Critics Association Award za najboljšo stransko igralko Village Voice Film Poll Award za najboljšo stransko igralko Nominirana — Black Reel Award za najboljšo stransko igralko Nominirana — Broadcast Film Critics Association Award za najboljšo stransko igralko Nominirana — Chicago Film Critics Association Award za najboljšo stransko igralko Nominirana — Chlotrudis Award za najboljšo stransko igralko Nominirana — Dallas-Fort Worth Film Critics Association Award za najboljšo stransko igralko Nominirana — Fotogramas de Plata Award za najboljšo stransko igralko Nominirana — Zlati globus za najboljšo stransko igralko – Film Nominirana — London Critics Circle Film Award za igralko leta Nominirana — National Society of Film Critics Award za najboljšo stransko igralko Nominirana — Online Film Critics Society Award za najboljšo stransko igralko Nominirana — Screen Actors Guild Award za izstopajoči nastop ženske igralke v stranski vlogi Nominirana — Spanish Actors Union za najboljši ženski stranski nastop v filmu |
| 2009 | G-Force                               | Juarez                 | Samo glas |
| 2009 | Zlomljeni objemi                      | Magdalena              | Fotogramas de Plata Award za najboljšo filmsko igralko Nominirana - Cinema Writers Circle Award za najboljšo igralko Nominirana — European Film Award za najboljšo igralko Nominirana — nagrada Goya za najboljšo igralko Nominirana - Irish Film and Television Award za najboljšo mednarodno igralko Nominirana — Satellite Award za najboljšo igralko- Filmska drama Nominirana — Spanish Actors Union Award za najboljši glavni ženski nastop v filmu |
| 2009 | Devet                                 | Carla Albanese         | Nominirana — Oskar za najboljšo stransko igralko Nominirana - Broadcast Film Critics Association Award za najboljšo igralsko zasedbo (skupaj z Nicole Kidman, Stacy Ferguson, Danielom Dayjem-Lewisom, Judi Dench, Sophio Loren in Kate Hudson) Nominirana — Zlati globus za najboljšo stransko igralko – Film Nominirana — Houston Film Critics Society Award za najboljšo stransko igralko Nominirana — Satellite Award za najboljšo stransko igralko - Film Nominirana — Satellite Award za najboljšo igralsko zasedbo v filmu (skupaj s Kate Hudson, Danielom Dayjem-Lewisom, Stacy Ferguson, Marion Cotillard, Nicole Kidman, Judi Dench in Sophio Loren) Nominirana — Screen Actors Guild Award za izstopajoči nastop ženske igralke v glavni vlogi Nominirana — Screen Actors Guild Award za izstopajoči nastop igralske zasedbe v filmu (skupaj z Marion Cotillard, Danielom Dayjem-Lewisom, Judi Dench, Stacy Ferguson, Kate Hudson in Nicole Kidman) Nominirana — Washington DC Area Film Critics Association Award za najboljšo igralsko zasedbo (skupaj z Marion Cotillard, Danielom Dayjem-Lewisom, Judi Dench, Stacy Ferguson, Kate Hudson, Nicole Kidman in Sophio Loren) |
| 2010 | Seks v mestu 2                        | Carmen Garcia Garrón   | |
| 2011 | Pirati s Karibov: Z neznanimi tokovi  | Angelica               | Nominirana — Teen Choice Award za najboljšo fantastično igralko |
| 2012 | The Bop Decameron                     |                        | |